# Riccardo Nova
Riccardo Nova (Milano, 1960) è un musicista italiano.

## Biografia
Studia flauto e composizione presso il Conservatorio G. Verdi di Milano, allievo - fra gli altri - di Giacomo Manzoni,Giuliano Zosi Franco Donatoni, Guido Salvetti e Marlaena Kessick. Dopo gli studi accademici inizia un lungo periodo di apprendistato della tradizione musicale karnatika (India del sud) dove approfondisce in particolare gli aspetti ritmici e lo studio degli strumenti a percussione (mridangam e tavil).
Le sue composizioni sono state eseguite da vari ensemble europei: MusikFabrik, Ensemble Modern, ICTUS ensemble, Ensemble Intercontemporain, Ensemble L'itinerare, Quartetto Arditti. La sua musica strumentale è stata eseguita al Festival Ars Musica (Bruxelles), alla Biennale di Venezia, alla Saison Musicale IRCAM, Radio France, festival Ultrashall. Ha collaborato con alcuni dei più importanti musicisti di musica indiana e nel 2002 fonda Sincronie insieme a Fausto Romitelli, Massimiliano Viel, Giovanni Verrando e Giorgio Bernasconi.
Nel 2003 compone le musiche per MA, performance di danza del coreografo Akram Khan che ha avuto risonanza internazionale, venendo replicata 200 volte dal 2004.. Nel 2006 il suo brano per orchestra Thirteen 13x8@terror genereting deity è stato selezionato al Rostrum internazionale dei compositori (Parigi, Radio France 2007). Nel 2010 ha composto le musiche per Ipnos con la coreografia di Davide Bombana (Piccolo teatro studio di Milano, NCPA Munbai, Siri fort auditorium New Delhi). Nel 2012 è andato in scena all'Auditorium parco della musica di Roma e a Milano (Piccolo Teatro) Nineteen Mantras con la regia di Giorgio Barberio Corsetti. Nel 2018 compone le musiche di Dall'alto (commissione Milano Musica) per tre percussionisti, elettronica e 4 circensi con la regia di Giacomo Costantini. Nel 2022 l'Ensemble MusikFabrik esegue in prima esecuzione "After Kunti Mantra" e "MahAbhArata (mantras, fights and threnody) su commissione della Philharmonie di Essen.

## Discografia
- Riccardo Nova & Aldo Clementi / Caput Ensemble, Gunnansson Gudmundur Oli: "Sex nova organa" (1989), "Sequenza super beata viscera" (1992-93), "Carved out" (1988), "Sequentia super sex nova organa" (1992) (Stradivarius STR 33336, 1994)
- Riccardo Nova / Tamborrino Ensemble, Maria Grazia Bellocchio, Caput Ensemble: "Rythmes du culte des cristaux revants" (Stradivarius STR 33394, 1995)
- Ensemble-Musiques-Nouvelles-Expériences-De-Vol-4-5-6/release/833514
- Axyz Ensemble & Nandi Dasaru, Indian masters of percussions: "Ma's Sequence 7" (Karnatic Lab Records, KLR 004, 2005)
- Riccardo Nova / Ictus Ensemble: am001 - "Drones 1.2", "Thirteen 13x8@Terror Generating Deity", (LP altremusiche.it/Sincronie, am001, 2011)